# Смоленский, Виталий Витальевич
Виталий Смоленский (5 октября 1984, с. Фурманка, Черкасская область — 20 февраля 2014, Киев) — общественный активист, волонтер Евромайдана, погиб от пули снайпера. Герой Украины (2014, посмертно).
Тело обнаружено во дворе возле Михайловского собора.
Похоронен 22 февраля в селе Фурманка.

## Награды
- Звание Герой Украины с вручением ордена «Золотая Звезда» (21 ноября 2014, посмертно) — за гражданское мужество, патриотизм, героическое отстаивание конституционных принципов демократии, прав и свобод человека, самоотверженное служение Украинскому народу, обнаруженные во время Революции достоинства[2]
- Медаль «За жертвенность и любовь к Украине» (УПЦ КП, июнь 2015) (посмертно)[3]